# Ala I Illyricorum
Die Ala I Illyricorum (deutsch 1. Ala der Illyrer) war eine römische Auxiliareinheit. Sie ist durch Militärdiplome und Inschriften belegt. Die Ala ist sowohl mit dem Numerus Equitum Illyricorum als auch mit der Vexillatio Equitum Illyricorum identisch, die in Militärdiplomen aufgeführt werden. In den Inschriften (CIL 3, 1197, CIL 8, 9358) wird die Einheit als Numerus Illyricorum bezeichnet, in der Inschrift (CIL 11, 393) als Numerus Equitum Electorum Ex Illyrico.

## Namensbestandteile
- Illyricorum: der Illyrer.

Da es keine Hinweise auf den Namenszusatz milliaria (1000 Mann) gibt, war die Einheit eine Ala quingenaria. Die Sollstärke der Ala lag bei 480 Mann, bestehend aus 16 Turmae mit jeweils 30 Reitern.

## Geschichte
Für den Dakerkrieg Trajans wurde auch eine Vexillation von Reitern abgeordnet, deren Stammeinheiten vermutlich in den Provinzen Moesia und Pannonia stationiert waren. Diese Abteilung blieb nach dem Krieg in der neu errichteten Provinz Dacia, wo sie spätestens ab 129 n. Chr. als eigenständige Einheit geführt wird.
Der erste Nachweis in Dacia inferior beruht auf einem Diplom, das auf 129 datiert ist. In dem Diplom wird die Vexillatio Equitum Illyricorum als Teil der Truppen (siehe Römische Streitkräfte in Dacia) aufgeführt, die in der Provinz stationiert waren. Weitere Diplome, die auf 129/130 bis 150 datiert sind, belegen die Einheit in derselben Provinz. Ab 140 wird die Einheit in den Diplomen als Numerus Equitum Illyricorum bezeichnet. Zu einem unbestimmten späteren Zeitpunkt wurde der Numerus dann zu einer Ala aufgewertet.

## Standorte
Standorte der Ala in Dacia waren möglicherweise:
- Apulum (Alba Iulia): die Grabsteine von Aelius Dubitatus und Tutor Silvani wurden hier gefunden.
- Brâncovenești: Ziegel mit dem Stempel AL I N ILYR (CIL 3, 6284) und der Grabstein des Aurelius Valens wurden hier gefunden.
- Hoghiz

## Angehörige der Ala
Folgende Angehörige der Ala sind bekannt:

### Kommandeure
| - C(aius) Nonius Caepianus, ein Praepositus (CIL 11, 393); er war auch Präfekt der Ala I Asturum und der Cohors III Brittonum. | - P(ublius) Aelius Marcianus, ein Praepositus (CIL 8, 9358); er war auch Präfekt der Ala II Augusta Thracum und Tribun der Cohors Aelia Expedita. |

### Sonstige
| - Ael(ius) Dubitatus (AE 1987, 829) - Aemil(ius) Au[r]elius Secun[dus], ein Veteran und ehemaliger Decurio (AE 2014, 1121) - Aurel(ius) Vale(n)s, ein Sesquiplicarius (AE 1992, 1472) - Aurel(ius) Victor, ein Reiter (CIL 6, 3234) - Bitho, ein Soldat: das Diplom von 140 wurde für ihn ausgestellt. | - Constans, ein Decurio (CIL 6, 3234) - Eupator, ein Soldat: das Diplom von 129 wurde für ihn ausgestellt. - Tutor Silvan[i], ein Reiter (CIL 3, 1197) - Ulp(ius) Macedo, ein Duplicarius (CIL 6, 3234) - Ulp(ius) Maternus, ein Duplicarius (CIL 6, 3234) |